# کوجی اوهارا
کوجی اوهارا (انگلیسی: Koji Uehara؛ زادهٔ ۳ آوریل ۱۹۷۵) بازیکن بیس‌بال اهل ژاپن است.
از باشگاه‌هایی که در آن بازی کرده‌است می‌توان به بوستون رد ساکس و تگزاس رنجرز اشاره کرد.
وی در مسابقات کشوری و بین‌المللی در مجموع برندهٔ ۱ مدال طلا، ۱ مدال برنز شده‌است.